# NK Tabor Sežana
Nogometni klub Tabor Sežana je slovenski nogometni klub iz Sežane, ki igra v 2. slovenski nogometni ligi. Ustanovljen je bil leta 1923, igra na Stadionu Rajko Štolfa, ki sprejme okrog 3000 gledalcev. V sezoni 2000/01 je klub igral v prvi slovenski ligi, v elitni ligi pa igra tudi v sezoni 2019/2020. 
V klubu je igralo nekaj znanih igralcev, kot so Novica Nikčevič, Boško Boškovič, Sani Trgo, Darko Karapetrovič, Željko Spasojevič, Radenko Kneževič, Romano Obilinovič, Uroš Barut, Uroš Stanić, Erik Salkič, Edi Bajrektarevič in Davor Škerjanc. Najboljši strelec mladinskih selekcij kluba je Davor Bunarkić s 87 zadetki.